# ایستگاه راه‌آهن آتوچا مادرید
ایستگاه راه‌آهن آتوچا مادرید (اسپانیایی: Estación de Madrid Atocha‎) بزرگترین ایستگاه راه‌آهن در شهر مادرید، اسپانیا است.
این ایستگاه که در سال ۱۹۸۸ ساخته شده به خط راه‌آهن تندرو اسپانیا (Alta Velocidad Española) متصل است.

## نگارخانه

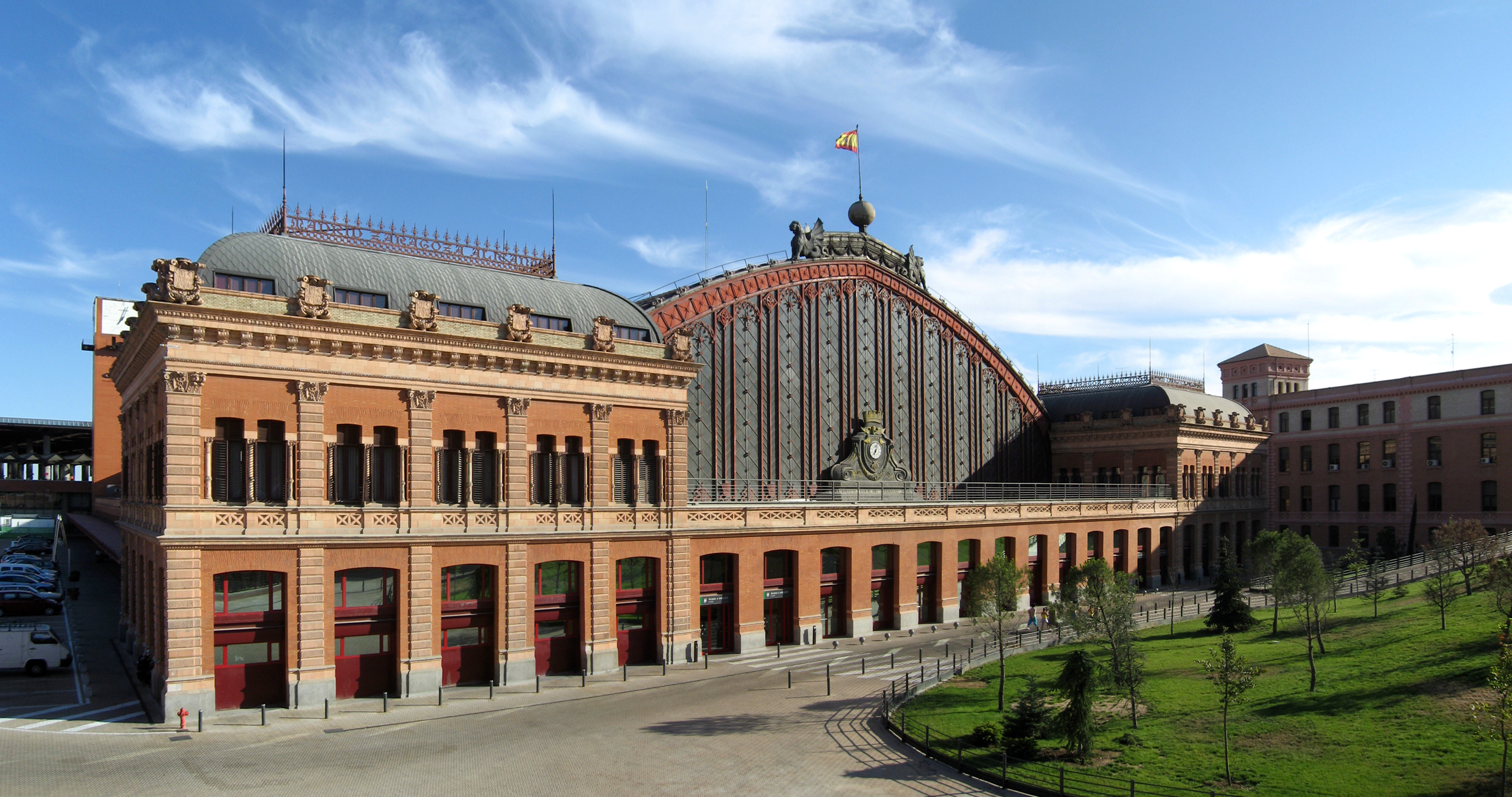
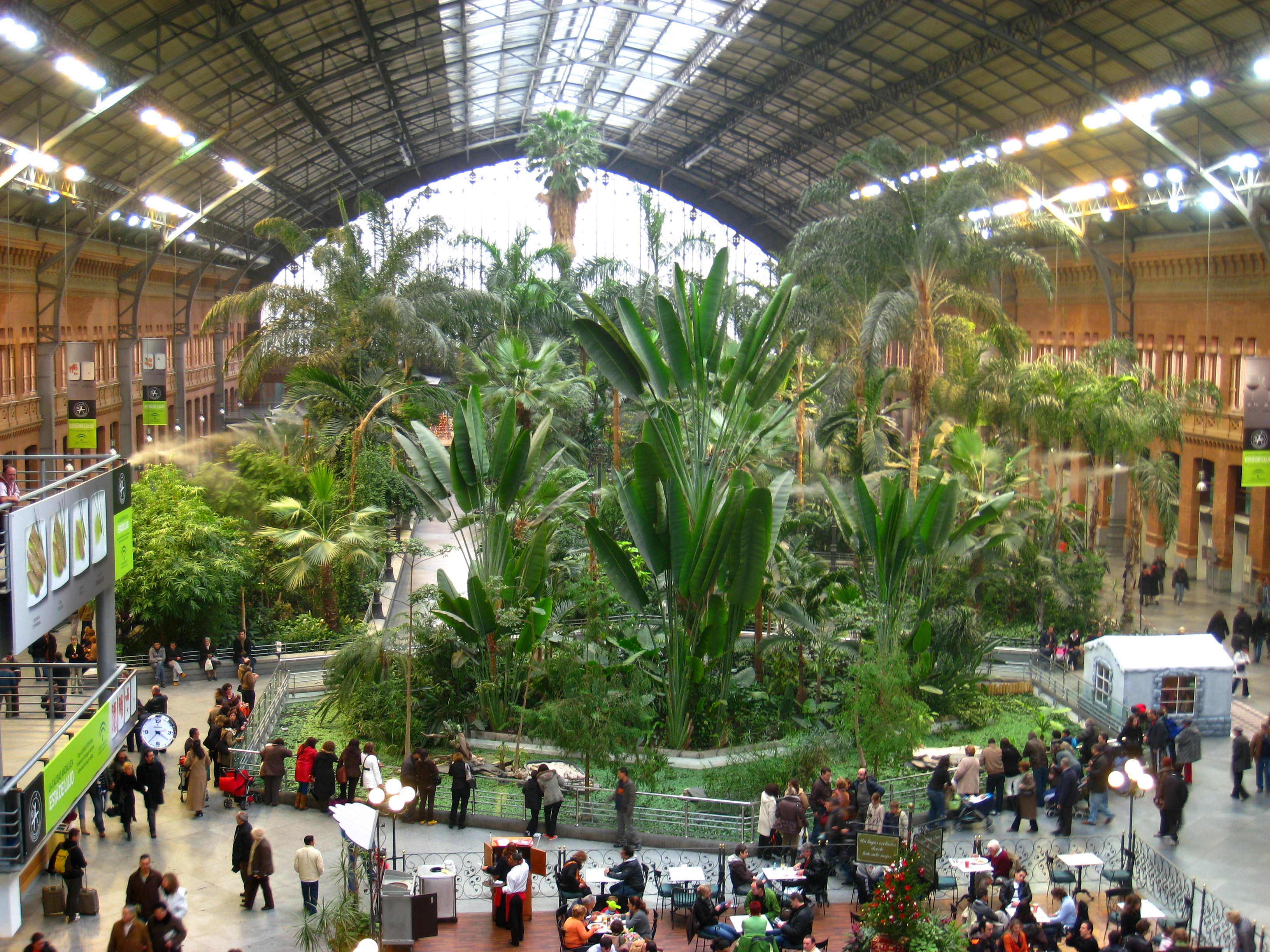
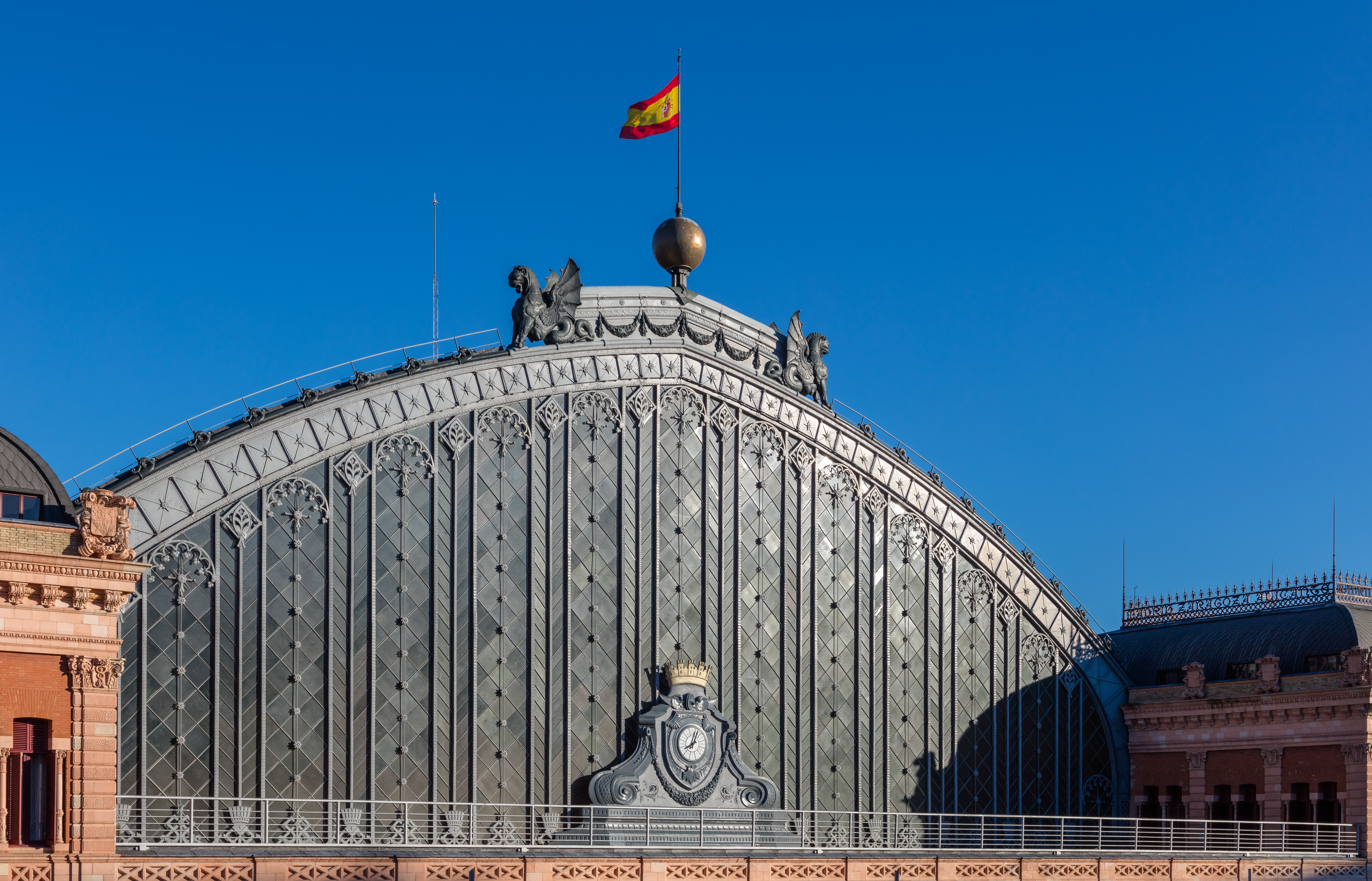
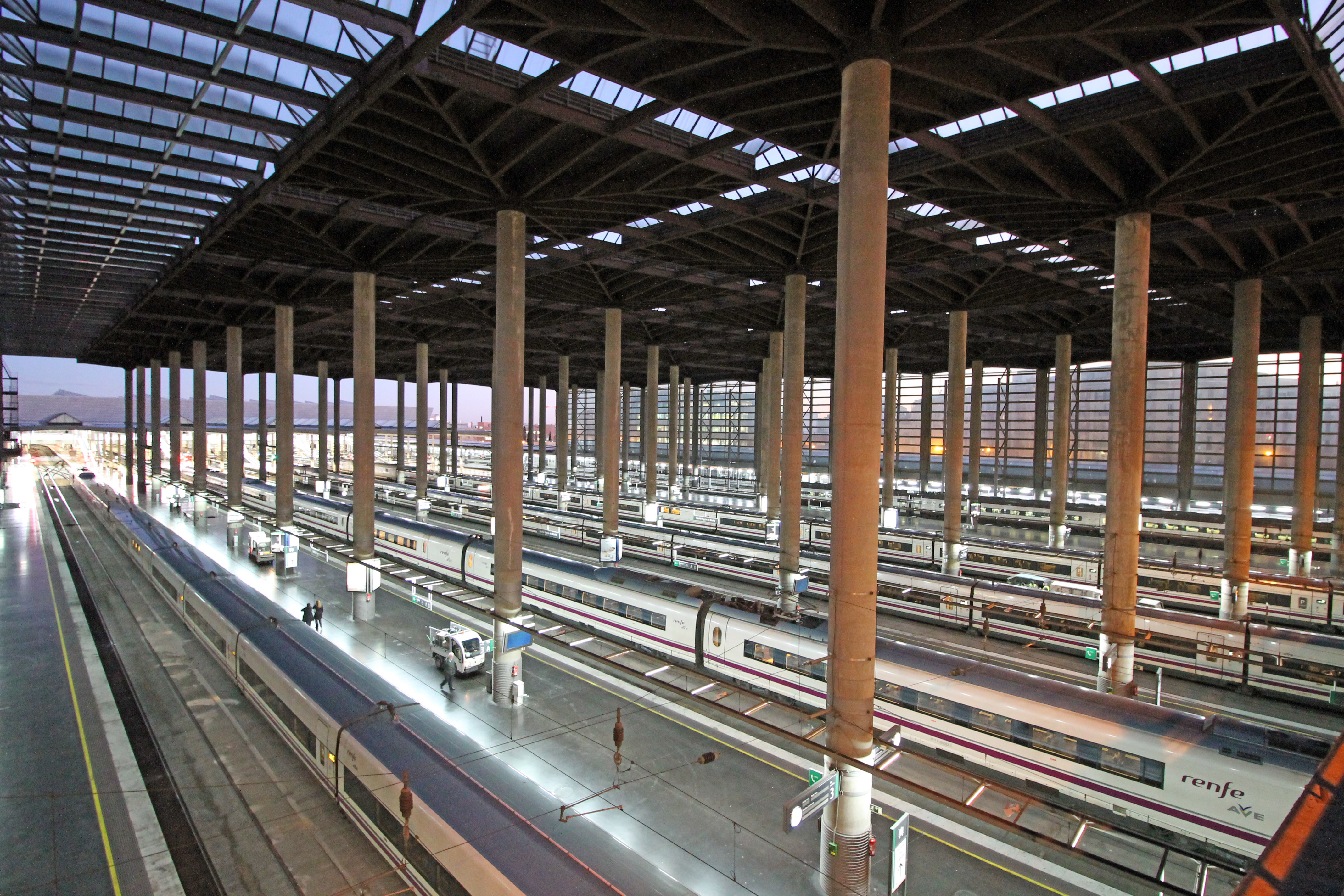
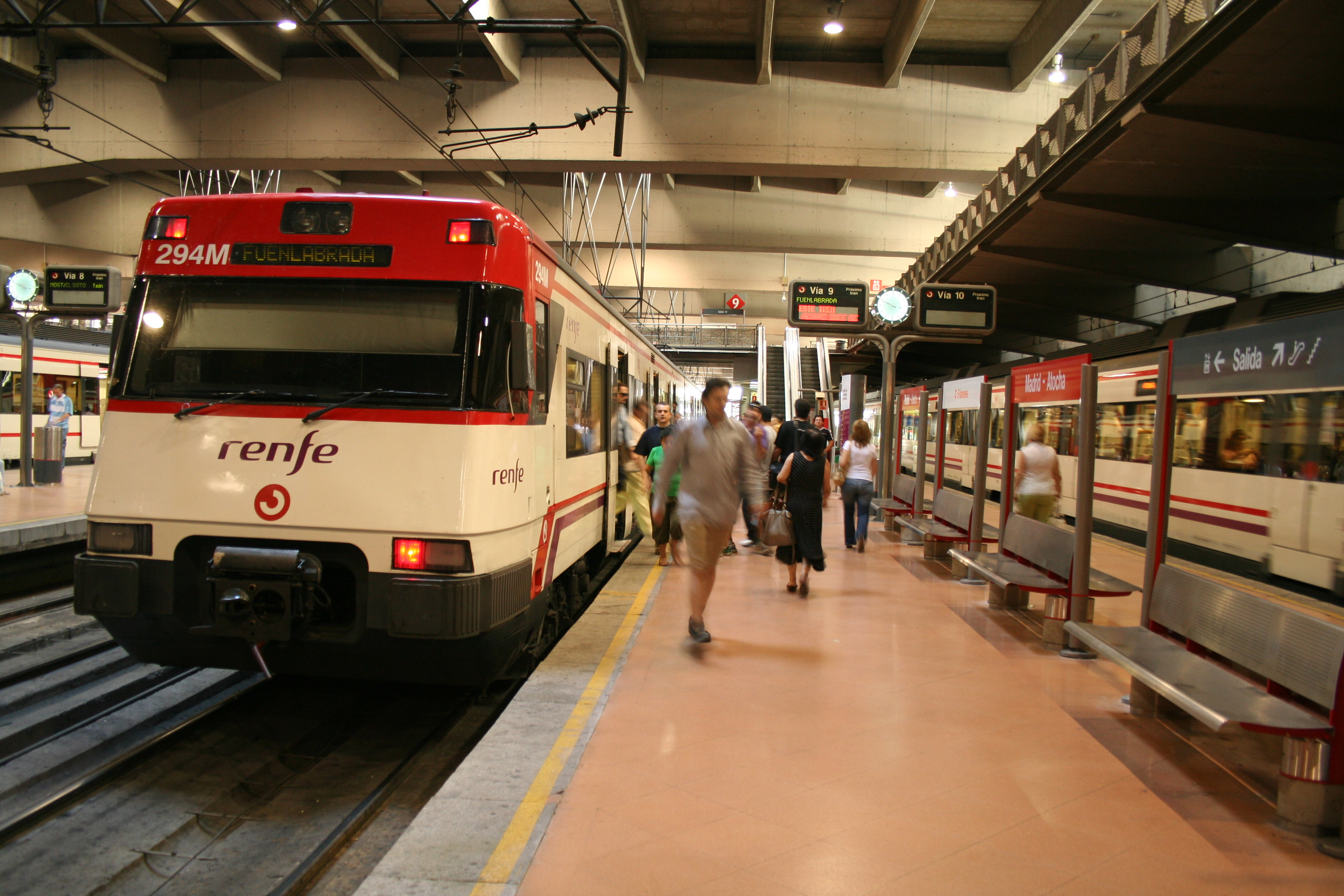
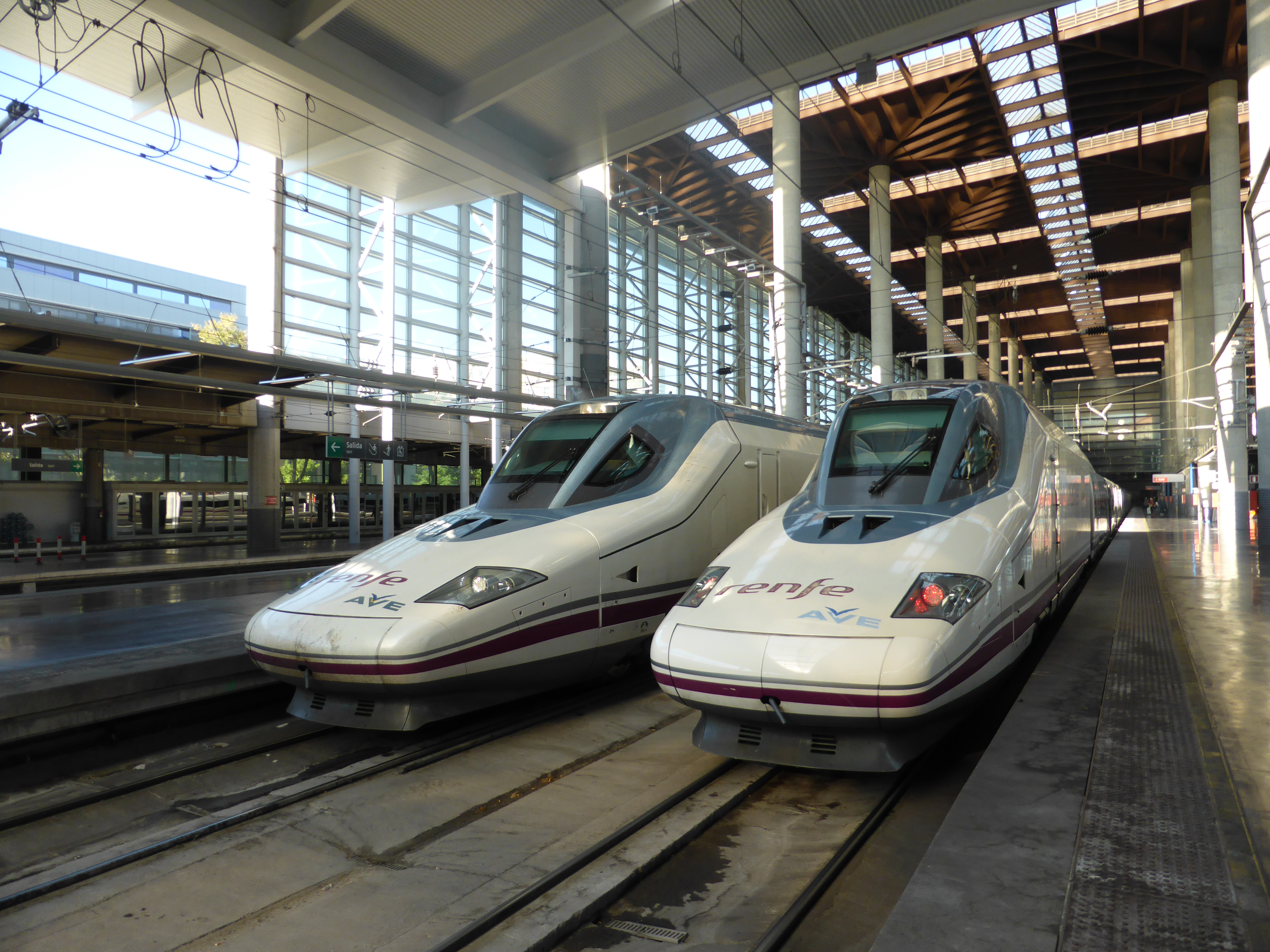
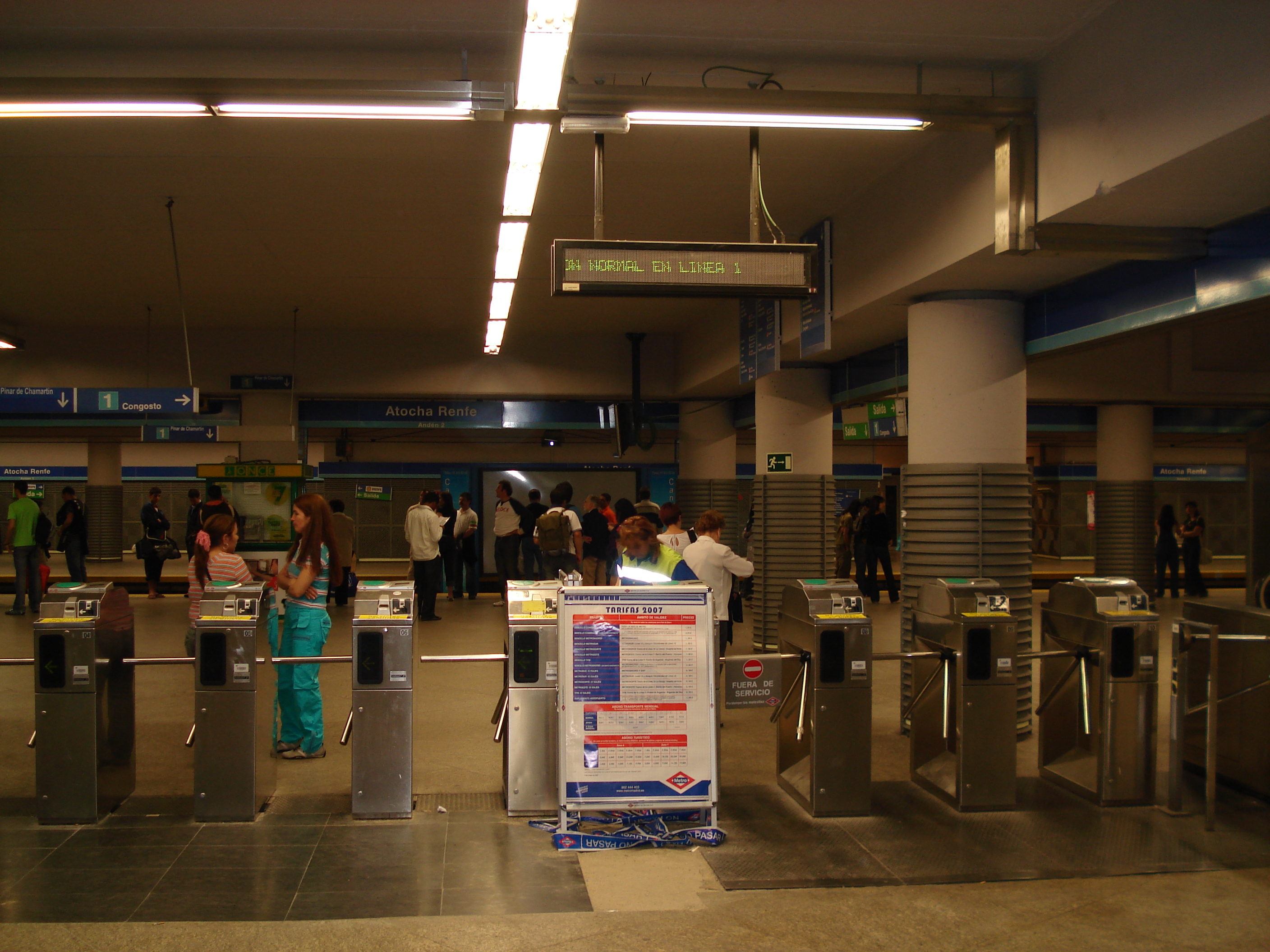
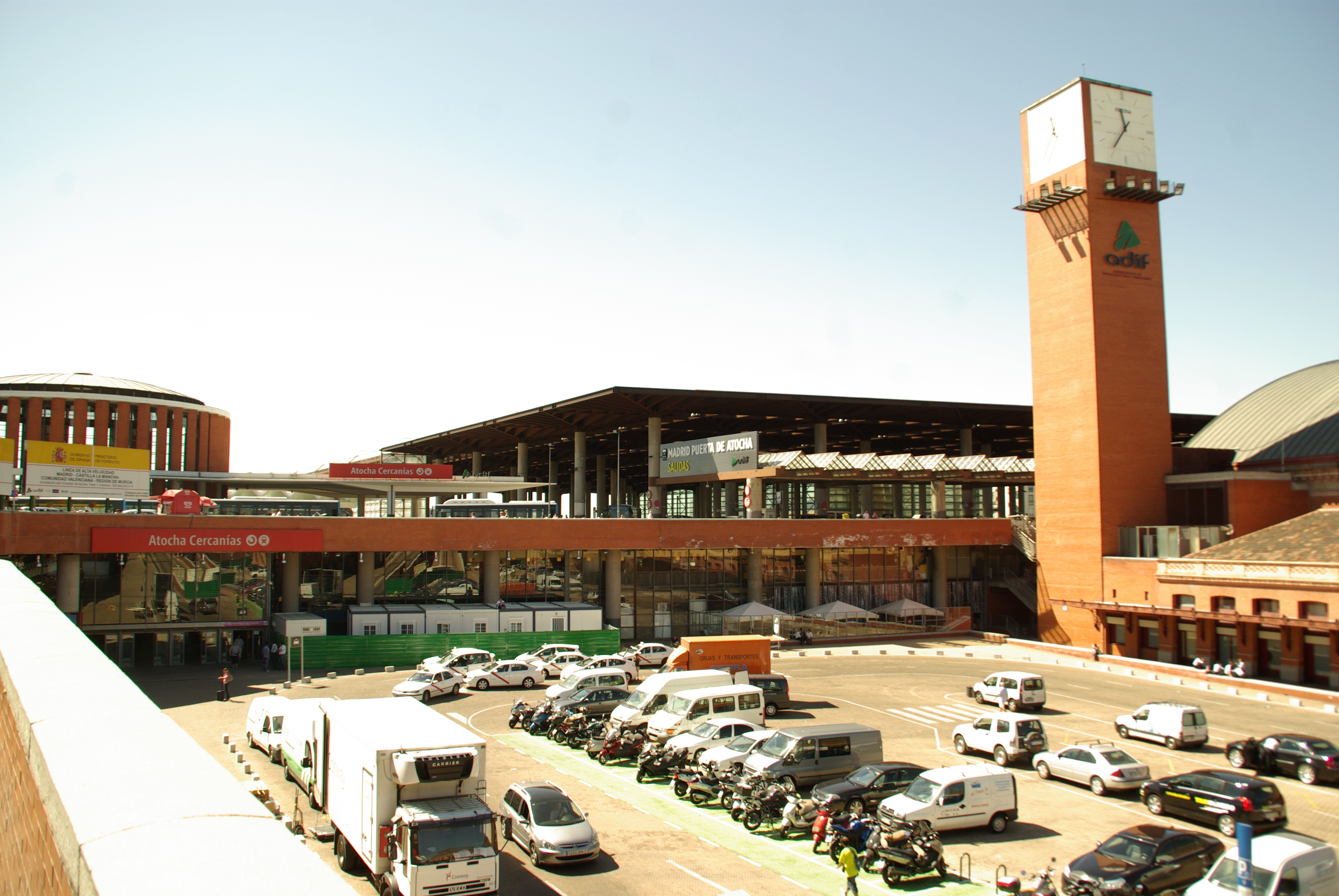